# Nicolas Beaudin
Nicolas Beaudin, född 7 oktober 1999, är en kanadensisk professionell ishockeyback som är kontrakterad till Montreal Canadiens i National Hockey League (NHL) och spelar för Rocket de Laval i American Hockey League (AHL).
Han har tidigare spelat för Chicago Blackhawks i NHL; Rockford Icehogs samt Voltigeurs de Drummondville i Ligue de hockey junior majeur du Québec (LHJMQ).
Beaudin draftades av Chicago Blackhawks i första rundan i 2018 års draft som 27:e spelare totalt.

## Statistik
| 2014–2015    | Grenadiers de Châteauguay   | LHMAAAQ      | 41  | 3  | 21  | 24  | 22  | 16 | 1 | 12 | 13 | 10 |
| 2015–2016    | Grenadiers de Châteauguay   | LHMAAAQ      | 21  | 5  | 18  | 23  | 44  | —  | — | —  | —  | —  |
|              | Voltigeurs de Drummondville | LHJMQ        | 26  | 0  | 1   | 1   | 4   | 3  | 1 | 0  | 1  | 2  |
| 2016–2017    | Voltigeurs de Drummondville | LHJMQ        | 64  | 5  | 36  | 41  | 26  | 4  | 0 | 0  | 0  | 2  |
| 2017–2018    | Voltigeurs de Drummondville | LHJMQ        | 68  | 12 | 57  | 69  | 47  | 10 | 3 | 8  | 11 | 2  |
| 2018–2019    | Voltigeurs de Drummondville | LHJMQ        | 53  | 7  | 49  | 56  | 48  | 16 | 2 | 6  | 8  | 20 |
| 2019–2020    | Chicago Blackhawks          | NHL          | 1   | 0  | 0   | 0   | 0   | —  | — | —  | —  | —  |
|              | Rockford Icehogs            | AHL          | 59  | 3  | 12  | 15  | 33  | —  | — | —  | —  | —  |
| 2020–2021    | Chicago Blackhawks          | NHL          | 19  | 2  | 4   | 6   | 2   | —  | — | —  | —  | —  |
|              | Rockford Icehogs            | AHL          | 9   | 2  | 8   | 10  | 4   | —  | — | —  | —  | —  |
| 2021–2022    | Chicago Blackhawks          | NHL          | 2   | 0  | 0   | 0   | 0   | —  | — | —  | —  | —  |
|              | Rockford Icehogs            | AHL          | 66  | 2  | 14  | 16  | 68  | 1  | 0 | 0  | 0  | 0  |
| 2022–2023    | Rockford Icehogs            | AHL          | 3   | 0  | 1   | 1   | 2   | —  | — | —  | —  | —  |
|              | Rocket de Laval             | AHL          | 39  | 2  | 23  | 25  | 41  | —  | — | —  | —  | —  |
| NHL totalt   | NHL totalt                  | NHL totalt   | 22  | 2  | 4   | 6   | 2   | —  | — | —  | —  | —  |
| AHL totalt   | AHL totalt                  | AHL totalt   | 176 | 9  | 58  | 67  | 148 | 1  | 0 | 0  | 0  | 0  |
| LHJMQ totalt | LHJMQ totalt                | LHJMQ totalt | 211 | 24 | 143 | 167 | 125 | 33 | 6 | 14 | 20 | 26 |

### Internationellt
| Källa: Uppdaterad: 2023-05-20 | Källa: Uppdaterad: 2023-05-20 | Källa: Uppdaterad: 2023-05-20 |         | Utv = Utvisningsminuter | Utv = Utvisningsminuter | Utv = Utvisningsminuter | Utv = Utvisningsminuter | Utv = Utvisningsminuter |
| År                            | Lag                           | Mästerskap                    | Matcher | Mål                     | Assists                 | Poäng                   | Utv                     |                         |
| ----------------------------- | ----------------------------- | ----------------------------- | ------- | ----------------------- | ----------------------- | ----------------------- | ----------------------- | ----------------------- |
| 2021                          | Kanada                        | VM                            | 10      | 0                       | 1                       | 1                       | 0                       |                         |
| Senior totalt                 | Senior totalt                 | Senior totalt                 | 10      | 0                       | 1                       | 1                       | 0                       |                         |